# Gusztáv kígyója
A Gusztáv kígyója a Gusztáv című rajzfilmsorozat negyedik évadának tizenötödik epizódja.

## Rövid tartalom
Gusztáv magányosnak érzi magát és egy kígyót vásárol. Az őserdővé alakított lakásban idővel maga is hasonlatossá kezd válni a kígyóhoz. Rádöbbenve erre segítséget keres, de kiderül, hogy nincs egyedül az ilyenfajta átalakulásban.

## Alkotók
- Rendezte: Jankovics Marcell, Ternovszky Béla
- Írta: Nepp József
- Dramaturg: Lehel Judit
- Zenéjét szerezte: Deák Tamás
- Operatőr: Csepela Attila
- Kamera: Janotyik Frigyes
- Hangmérnök: Bársony Péter
- Vágó: Czipauer János
- Tervezte: Ternovszky Béla
- Háttér: Szoboszlay Péter
- Rajzolták: Szabó Árpád, Ternovszky Béla
- Színes technika: Kun Irén
- Gyártásvezető: Marsovszky Emőke
- Produkció vezető: Imre István

A Magyar Televízió megbízásából a Pannónia Filmstúdió készítette.